# وزیر اعظم جوهر
وزیر اعظم جوهر (انگلیسی: Chief Minister of Johor) (به مالایی: Menteri Besar of Johor) رئیس دولت در ایالت جوهر کشور مالزی است. طبق عهدنامه، مقام وزیر اعظم به رهبر حزب اکثریت یا بزرگ‌ترین حزب ائتلافی مجلس قانونگذاری ایالتی جوهر تعلق می‌گیرد. نوزدهمین وزیر اعظم جوهر که اکنون بر مسند این مقام است، عون حافظ قاضی می‌باشد که ار روز ۱۵ مارس ۲۰۲۲، به‌طور رسمی این مسئولیت را در اختیار گرفت.